# Трамбаус
Трамбау́с (рос. Трамбаус) — село (колишнє селище) у складі Александровськ-Сахалінського району Хабаровського краю, Росія.

## Населення
Населення — 99 осіб (2010; 110 у 2002).
Національний склад (станом на 2002 рік):
- росіяни — 55 %
- нівхи — 40 %